# Adolf Wiebe (Richter)
Friedrich Carl Hermann Adolf Wiebe (* 12. November 1856 in Berlin; † 12. März 1942 in Leipzig) war ein deutscher Reichsgerichtsrat.

## Leben
Der Preuße Wiebe wurde 1878 vereidigt und arbeitete dann als Referendar beim Kammergericht. 1883 ernannte man ihn zum Assessor und er wurde dann bei der Staatsanwaltschaft des Landgerichts Berlin I tätig. Von 1888 bis 1892 war er Staatsanwalt in Posen. 
Dann wurde er erst zur Staatsanwaltschaft beim Landgericht Berlin II und dann beim Kammergericht versetzt. 1897/8 folgte die Beförderung zum Staatsanwaltschaftsrat. Ab 1898 wurde Wiebe als Hilfsarbeiter beim preußischen Justizministerium eingesetzt. 
1899 ernannte man ihn zum Geheimen Justizrat und befördert ihn zum Vortragenden Rat. 1903 wurde er Oberjustizrat mit dem Rang eines Rats II. Klasse. 1906 kam er an das Reichsgericht. Er war im II., V. und III. Strafsenat tätig.
1924 wurde er pensioniert.

## Familie
Sein Vater Wilhelm Wiebe (1819–1900) war Oberpostdirektor im Reichspostamt und sein Großvater Landgerichtsdirektor. Der Bildhauer Ernst Herter war sein Schwager. Oberbaurat Adolf Wiebe und der Gründungsrektor der Technischen Hochschule Berlin Hermann Wiebe waren Brüder seines Vaters.